# 후지마루 미치요
후지마루 미치요(Michiyo Fujimaru, 1979년 4월 6일 ~ )는 2004년 하계 올림픽에 출전한 일본의 아티스틱스위밍 선수이다.